# خط طول 176° غرب
خط طول 176° غرب هو أحد خطوط الطول الجغرافية، والتي تمتد من القطب الشمالي الجغرافي إلى القطب الجنوبي الجغرافي، وحسب التحويل الزمني يتأخر خط طول 176° غرب عن خط غرينتش بـ11 ساعة و44 دقيقة.

## من القطب إلى القطب
ينطلق خط طول 176° غرب من القطب الشمالي نحو القطب الجنوبي مرورا بالمناطق التي ترد في الجدول التالي:
| الإحداثيات                           | البلد أو الإقليم أو البحر | ملاحظات |
| ------------------------------------ | ------------------------- | --- |
| 90°0′N 176°0′W / 90.000°N 176.000°W  | المحيط المتجمد الشمالي    | |
| 71°44′N 176°0′W / 71.733°N 176.000°W | بحر تشوكشي                | مرورا بغرب Herald Island, أوكروغ تشوكوتكا الذاتية, روسيا (في 71°25′N 175°46′W / 71.417°N 175.767°W) |
| 67°51′N 176°0′W / 67.850°N 176.000°W | روسيا                     | أوكروغ تشوكوتكا الذاتية — شبه جزيرة تشوكشي |
| 65°23′N 176°0′W / 65.383°N 176.000°W | بحر بيرنغ                 | |
| 52°4′N 176°0′W / 52.067°N 176.000°W  | الولايات المتحدة          | ألاسكا — جزيرة سيتكين العظمى, Umak Island و Little Tanaga Island |
| 51°48′N 176°0′W / 51.800°N 176.000°W | المحيط الهادئ             | مرورا بشرق Wallis Island, واليس وفوتونا (في 13°16′S 176°8′W / 13.267°S 176.133°W) · مرورا بغرب Niuafo'ou Island, تونغا (في 15°36′S 175°41′W / 15.600°S 175.683°W) · مرورا بشرق 'Ata Island, تونغا (في 22°20′S 176°11′W / 22.333°S 176.183°W) · مرورا بشرق Chatham Island/Rekohu, نيوزيلندا (في 43°44′S 176°11′W / 43.733°S 176.183°W) |
| 44°13′S 176°0′W / 44.217°S 176.000°W | نيوزيلندا                 | Star Keys/Motuhope islands |
| 44°14′S 176°0′W / 44.233°S 176.000°W | المحيط الهادئ             | مرورا بشرق Pitt Island, نيوزيلندا (في 44°16′S 176°8′W / 44.267°S 176.133°W) |
| 60°0′S 176°0′W / 60.000°S 176.000°W  | المحيط الجنوبي            | |
| 78°24′S 176°0′W / 78.400°S 176.000°W | القارة القطبية الجنوبية   | منطقة روس, المطالب الإقليمية بالقارة القطبية الجنوبية by نيوزيلندا |